# Братілову
Братілову (рум. Bratilovu) — село у повіті Мехедінць в Румунії. Адміністративно підпорядковане місту Бая-де-Араме.
Село розташоване на відстані 269 км на захід від Бухареста, 44 км на північ від Дробета-Турну-Северина, 146 км на південний схід від Тімішоари, 112 км на північний захід від Крайови.

## Населення
За даними перепису населення 2002 року у селі проживали 159 осіб, усі — румуни. Усі жителі села рідною мовою назвали румунську.